# Medal Pamiątkowy Partyzantów 1941
Medal Pamiątkowy Partyzantów 1941 (serb.  Партизанска споменица 1941., chorw.  Partizanska spomenica 1941., słoweń. Partizanski spominski znak 1941., mac.  Партизанска споменица 1941) – jugosłowiańskie odznaczenie wojenne.

## Historia
Odznaczenie zostało ustanowione rozkazem dowódcy Narodowej Armii Wyzwolenia Jugosławii w dniu 14 września 1944 roku dla wyróżnienia organizatorów partyzantki i pierwszych partyzantów, którzy w 1941 roku rozpoczęli walkę z okupantami. Rozkaz mówił jedynie o ustanowieniu odznaczenia i określał ogólne zasady jego nadawania.
W dniu 5 maja 1946 roku odznaczenie to zostało oficjalnie uznane za jugosłowiańskie odznaczenie państwowe ustawą o tym medalu. W tej ustawie w art. 3 określono szczegółowe warunki otrzymania tego odznaczenia.
Odznaczenie posiada jeden stopień i było nadawane jednorazowo. Nadawanie odznaczenia zakończono 31 grudnia 1957 roku na mocy ustawy nr 44/1957 zmieniającej art. 7. 

## Zasady nadawania
Odznaczenie było nadawane organizatorom partyzantki oraz partyzantom, którzy wstąpili do oddziałów partyzanckich w 1941 roku, a w szczególności:
- wszystkim osobom, które wstąpiły do oddziałów partyzanckich w 1941 roku i pozostawały w oddziałach Narodowej Armii Wyzwolenia Jugosławii lub oddziałach partyzanckich jej podległych do końca wojny
- osobom, które wstąpiły do oddziałów partyzanckich w 1941 roku, a następnie zostały oddelegowane do innych zadań przez kierownictwo ruchu oporu, a później ponownie wstąpiły do wojska lub do końca wojny wykonywały inne misje zlecone im przez kierownictwo ruchu oporu
- osobom, którym w 1941 roku kierownictwo ruchu oporu zleciło zadania na tyłach wroga i wykonywały one te zadania do końca wojny lub po znalezieniu się na terenach wyzwolonych wstąpiły ponownie do wojska
- osobom, które będąc partyzantami od 1941 roku lub wykonującymi zadania kierownictwa ruchu oporu zostały wbrew własnej woli internowane lub aresztowane, a w czasie pobytu w areszcie lub miejscu internowania dalej kontynuowały działalność, a po wyzwoleniu z tych miejsc ponownie wstąpiły do wojska lub wykonywały misje zlecone przez kierownictwo ruchu oporu do końca wojny.

Medal był nadawany od 1945 do 1957 roku, łącznie nadano 27629 medali.

## Opis odznaki
Odznaka odznaczenia została wykonana ze brązu. Pierwsza wersja tego odznaczenia była produkowana w ZSSR w latach 1944 – 1946.
Pierwsza wersja miała formę pięcioramiennej gwiazdy, pokrytej czerwoną emalią. Na tej gwieździe nałożona była owalna tarcza otoczona wieńcem laurowym, a wewnątrz jest rysunek przedstawiający partyzanta trzymającego flagę.  Pod nim z prawej strony data 1941. Spod owalnej tarczy wystają fragmenty uzbrojenia (karabinu, topora, szabli). 
Druga wersja odznaki medalu została opisana w art. 2 ustawy z 1946 roku. Wersja ta była produkowana w latach 1946 – 1957 w Jugosławii. 
Odznaka ta miała formę dziesięcioramiennej gwiazdy (dwie gwiazdy pięcioramienne nałożone na siebie) o średnicy 49 mm. Pięć ramion w formie promieni słonecznych jest posrebrzane, natomiast kolejne są w kolorze brązu i wypełniają one luki pomiędzy ramionami srebrzonymi. Na awersie odznaki w środku znajduje się rysunek przedstawiający biegnącego partyzanta trzymającego flagę. Pod rysunkiem na ramieniu gwiazdy znajduje się data 1941.
Medal noszony był bezpośrednio na mundurze. Baretka jest koloru czerwonego z nałożoną na niej miniaturką odznaki.